# Fuerzas de Tierra de la República Federal Socialista de Yugoslavia
Las Fuerzas de Tierra de Yugoslavia (en serbocroata: Kopnena Vojska   - KoV, Serbo-Croatian Cyrillic   - КоВ) fue la rama de las fuerzas terrestres del Ejército Popular Yugoslavo (JNA) desde el 1 de marzo de 1945 hasta el 20 de mayo de 1992, cuando se convirtió en las Fuerzas Terrestres de Serbia y Montenegro (entonces llamada República Federal de Yugoslavia) bajo la amenaza de sanciones.

## Historia
Los orígenes del JNA se pueden encontrar en las unidades partisanas yugoslavas de la Segunda Guerra Mundial. Como parte de la Guerra de Liberación Popular antifascista de Yugoslavia, el Ejército Popular de Liberación de Yugoslavia (NOVJ), un predecesor del JNA, se formó el 22 de diciembre de 1941 en la ciudad de Rudo en Bosnia y Herzegovina con el establecimiento de la 1.ª Brigada Proletaria.. Después de la liberación del país de la ocupación de las potencias del Eje, esa fecha se celebró oficialmente como el Día del Ejército en la RFS de Yugoslavia.
En marzo de 1945, el NOVJ pasó a llamarse Ejército Yugoslavo (Jugoslovenska Armija) y finalmente en su décimo aniversario el 22 de diciembre de 1951, recibió el adjetivo del Pueblo (es decir, Narodna ).
En septiembre de 1968, se formó la Defensa Territorial (TO) para apoyar al JNA y el 21 de febrero de 1974 las unidades de TO quedaron subordinadas a sus provincias o repúblicas. Así, el JNA y TO se convirtieron en partes iguales de las Fuerzas Armadas Yugoslavas (Oružane Snage SFRJ).
De acuerdo con la Constitución Yugoslava de 1974, las Fuerzas Terrestres se dividieron en seis ejércitos asignados a las cinco repúblicas:
- Primer Ejército (Belgrado) - parte norte de Serbia Central y Serbia del Norte (Vojvodina)
- Segundo Ejército (Niš) - parte sur de Serbia Central y Serbia del Sur (Kosovo y Metohia)
- Tercer ejército (Skopje) - Macedonia
- Quinto Ejército (Zagreb) - Croacia
- Séptimo Ejército (Sarajevo) - Bosnia y Herzegovina
- Noveno Ejército (Ljubljana) - Eslovenia
  - II Cuerpo incluido (Titogrado)

Además del Distrito Naval Costero (Split), anteriormente Cuarto Ejército.
Las tensiones entre el JNA y el TO se hicieron evidentes cuando la situación política en Yugoslavia se deterioró en la década de 1980. El gobierno federal se preocupó de que las repúblicas constituyentes de Yugoslavia utilizarían el TO para facilitar su secesión de Yugoslavia y, por lo tanto, desarmó al TO de Kosovo de 130.000 miembros. En 1988, el JNA absorbió todo el TO y el general serbio de Bosnia Blagoje Adžić se convirtió en el jefe del Estado Mayor de las Fuerzas Armadas del JNA.
En 1988, los ejércitos se reorganizaron en Distritos o Regiones militares que ya no correspondían a las fronteras internas, lo que dificultaba que las repúblicas controlaran sus propias fuerzas. Aparte de la Guardia Proletaria, un cuerpo mecanizado, las divisiones de infantería de las Fuerzas Terrestres se reorganizaron en 17 Cuerpos, cada uno de los cuales consta de cuatro a ocho brigadas.
Una vez considerado el cuarto ejército más fuerte de Europa con 140.000 soldados activos y millones de reservas, en 1991, al estallar las guerras yugoslavas, las fuerzas terrestres se organizaron en cuatro regiones militares. El Primero, el Tercero y el Quinto correspondían a los tres ejércitos de campo de las fuerzas terrestres. La Fuerza Aérea y la Defensa Aérea siguieron este patrón con el Primer, Tercer y Quinto Cuerpo Aéreo. Un pequeño número de unidades de las fuerzas terrestres y aéreas se encontraban fuera de las regiones militares directamente bajo el mando y control del Estado Mayor. La cuarta región militar era la Región del Mar Militar (o Región Naval), una formación conjunta Armada / Fuerzas Terrestres, que en general estaba comandada por el jefe de la Armada, con unidades de fuerzas terrestres para la defensa costera en la retaguardia de la artillería naval. La Región del Mar Militar no tenía asignadas unidades de aviación táctica y los tres cadáveres aéreos proporcionaron apoyo aéreo.
- Estado Mayor del Ejército Popular Yugoslavo (Belgrado-Kneževac)
  - unidades y formaciones directamente bajo el Estado Mayor
    - Grupo de Fuerzas Especiales del Estado Mayor (Pančevo)
    - Brigada Mecanizada de Guardias (Belgrado)
    - 63a Brigada Aerotransportada (Niš) (formalmente parte de la Fuerza Aérea)
    - unidades y formaciones adicionales
- Primera Región Militar (Belgrado-Topčider), Teatro del Norte (responsable del este de Croacia (Eslavonia), parte norte de Serbia Central, Serbia del Norte (Vojvodina) y Bosnia y Herzegovina).
  - unidades y formaciones directamente bajo el Primer MR
    - División Mecanizada de la Guardia Proletaria, (Belgrado-Banjica) (fuerza reducida en tiempo de paz)
    - 4.ª División Motorizada (fuerza reducida en tiempos de paz) (disuelta en 1990)
    - 22.ª División de Infantería (fuerza reducida en tiempo de paz) (disuelta en 1990)
    - Flotilla del río (Novi Sad)
    - Comando de Defensa de la Ciudad de Belgrado (Belgrado)
    - otras unidades y formaciones

  - Cuarto Cuerpo (Sarajevo)
  - 5.° Cuerpo (Banja Luka)
  - 12.° Cuerpo (Novi Sad)
  - 17.° Cuerpo (Tuzla)
  - 24.° Cuerpo (Kragujevac)
  - 37.° Cuerpo (Titovo Užice)
- Tercera Región Militar (Skopje), Teatro Sureste (parte sur de Serbia Central, Serbia Meridional (Kosovo y Metohia), interior de Montenegro) y República de Macedonia
  - unidades y formaciones directamente bajo el Tercer MR
    - 37.ª División Motorizada (Raška) (fuerza reducida en tiempos de paz) (disuelta en 1990)
    - otras unidades y formaciones

  - 2.º Cuerpo (Titograd)
  - 21.° Cuerpo (Niš)
  - 41.° Cuerpo (Bitola)
  - 42.° Cuerpo (Kumanovo)
  - 52.° Cuerpo (Pristina)
- Quinta Región Militar (Zagreb), Teatro Noroeste (Eslovenia y norte de Croacia)
  - unidades y formaciones directamente bajo el quinto MR
    - 6.ª División de Infantería Proletaria (Karlovac) (fuerza reducida en tiempos de paz) (disuelta en 1990)
    - Comando de Defensa de la Ciudad de Zagreb (Zagreb) (disuelto en 1990)
    - otras unidades y formaciones

  - 10.° Corps (Zagreb) (establecido en 1990 mediante la combinación de la 6.a División PI y el CDC de Zagreb)
  - 13.° Cuerpo (Rijeka)
  - 14.° Cuerpo (Liubliana)
  - 31.° Cuerpo (Maribor)
  - 32.° Cuerpo (Varaždin)
- Región del Mar Militar (Split-Žrnovnica) (sureste de Croacia (Dalmacia) y la costa croata y montenegrina)
  - Armada Yugoslava
    - Flota
    - otras unidades y formaciones navales
    - Bastiones navales (fortificaciones en las islas dálmatas)[3]
    - Artillería costera
    - 5.° Sector Marítimo Militar (Pula) (formado alrededor del 139. Brigada de Infantería Naval en Pula (reorganizada como 139a Brigada Motorizada alrededor de 1990) y unidades adicionales)
    - 8.° Sector Marítimo Militar (Šibenik) (formado alrededor de la 11 ° Brigada de Infantería Naval (proletaria) en Sibenik (reorganizada como 12 ° Brigada Anfibia alrededor de 1990) y unidades adicionales)
    - 9.° Sector Marítimo Militar (Kumbor) (formado alrededor de la 472 ° Brigada de Infantería Naval en Trebinje) (reorganizado como 472 ° Brigada Motorizada alrededor de 1990) y unidades adicionales)

  - Noveno Cuerpo (Knin)

En 1990, el ejército casi había completado una importante revisión de su estructura de fuerza básica. Eliminó su antigua organización divisional de infantería y estableció la brigada como la unidad operativa más grande. El ejército se convirtió diez de doce infantería divisiones en veintinueve tanque, mecanizado, y las brigadas de infantería de montaña con integrante de artillería, defensa antiaérea y antitanque regimientos. Una brigada aerotransportada se organizó antes de 1990. El cambio a la organización a nivel de brigada proporcionó una mayor flexibilidad operativa , maniobrabilidad e iniciativa táctica, y redujo la posibilidad de que grandes unidades del ejército fueran destruidas en enfrentamientos con un agresor. El cambio creó muchos puestos de alto mando de campo que desarrollarían oficiales relativamente jóvenes y talentosos. La estructura de la brigada también era más apropiada en un momento de disminución de la mano de obra.

## Cuerpos
Había 17 Cuerpos (tanto nombrados como numerados), que consisten en lo siguiente:
- Serbio (x 5) - 12, 21, 24, 37 y 52
- Croata (x 4): 9, 10, 13 y 32
- Bosnia-Herzegovina (x 3) - 4.º, 5.º y 17.º
- Macedonia (x 2) - 41 y 42
- Esloveno (x 2) - 14 y 31
- Montenegrino (x 1) - 2.º

Cada cuerpo contenía lo siguiente:
- Tropas del Cuartel General del Cuerpo,
- Cuerpo de apoyo de combate: tres regimientos de artillería (uno de artillería mixta, un antitanque mixto, un antiaéreo ligero) y seis batallones (ingenieros, señales, policía militar, NBC (Química Biológica Nuclear), médico y de reemplazo).
- Las fuerzas de combate del Cuerpo consistían en cuatro brigadas blindadas / mecanizadas / motorizadas, además de brigadas de infantería, infantería ligera y de montaña.

Durante el curso de las guerras yugoslavas de diez años de duración, los cuerpos fueron modificados reforzándose con unidades extra de fuera del teatro; los batallones se convirtieron en regimientos y los regimientos en brigadas. Sin embargo, muchas unidades también se disolvieron cuando su personal no serbio / montenegrino desertó.

## Personal
En la década de 1980, las fuerzas terrestres tenían alrededor de 140.000 soldados en servicio activo (incluidos 90.000 reclutas) y podían movilizar a más de un millón de reservistas entrenados en tiempo de guerra. La mayoría de los soldados eran de origen serbio, croata, bosnio, macedonio o montenegrino. Las fuerzas de reserva se organizaron a lo largo de las líneas de las repúblicas en Fuerzas Partidistas y Fuerzas de Defensa Territorial y en tiempo de guerra debían estar subordinadas al Comando Supremo del JNA como parte integral del sistema de defensa. Las Fuerzas de Defensa Territorial (fuerza de reserva) estaban formadas por ex reclutas y ocasionalmente eran convocados para ejercicios de guerra.
Las fuerzas terrestres se subdividieron en infantería, blindados, artillería de campaña y artillería de defensa aérea, así como cuerpos de defensa de señales, ingeniería y química.

## Operaciones
Durante la Guerra de los Diez Días, el JNA tuvo un desempeño abismal ya que muchos de los soldados yugoslavos no se dieron cuenta de que estaban participando en una operación militar real, más bien un ejercicio, hasta que fueron atacados. El cuerpo de oficiales estaba dominado por serbios y montenegrinos y, en muchos casos, estaba comprometido ideológicamente con la unidad yugoslava. Sin embargo, las tropas de base eran reclutas, muchos de los cuales no tenían una fuerte motivación para luchar contra los eslovenos. De los soldados del V Distrito Militar, que estaba en acción en Eslovenia, en 1990 el 30% eran albaneses, el 20% croatas, el 15 al 20% serbios y montenegrinos, el 10% bosnios y el 8% eslovenos. El JNA finalmente perdió casi todo su personal esloveno y croata, convirtiéndose casi en su totalidad en una fuerza serbia y montenegrina. Su pobre desempeño en Eslovenia y luego en Croacia desacreditó su liderazgo: Kadijević renunció como ministro de Defensa en enero de 1992, y Adžić se vio obligado a jubilarse por razones médicas poco después. Debido a la corta duración (10 días) y la intensidad relativamente baja de la guerra, las bajas fueron bajas. Según estimaciones eslovenas, el JNA sufrió 44 muertos y 146 heridos, mientras que 4.692 soldados del JNA y 252 policías federales fueron capturados por la parte eslovena. Según las evaluaciones de posguerra realizadas por el JNA, sus pérdidas materiales ascendieron a 31 tanques, 22 vehículos blindados de transporte de personal, 6 helicópteros, 6.787 armas de infantería, 87 piezas de artillería y 124 armas de defensa aérea dañadas, destruidas o confiscadas. Los daños materiales fueron bastante leves, debido a la naturaleza dispersa y de corta duración de los combates.

## Infantería
Las fuerzas terrestres lideraron en personal. Tenía alrededor de 540.000 soldados en servicio activo (incluidos 120.000 reclutas) y podía movilizar a más de un millón de reservistas entrenados en tiempo de guerra. Las fuerzas de reserva se organizaron a lo largo de las líneas de las repúblicas en Fuerzas de Defensa Territorial y en tiempo de guerra debían estar subordinadas al Comando Supremo del JNA como parte integral del sistema de defensa. La Defensa Territorial (fuerza de reserva) estaba formada por ex reclutas y ocasionalmente eran convocados para ejercicios de guerra.
Las fuerzas terrestres eran infantería, blindados, artillería y defensa aérea, así como cuerpos de señales, ingeniería y defensa química.

## Equipo
- Tanques ligeros
  - PT-76 - 63
- Tanques medianos
  - M-4 Sherman - 630 (incluidos los vehículos de recuperación de tanques M-32, M32B1 y M-74, almacenados en reserva)
  - T-34/85 - 2000
  - M-47 Patton - 319
  - T-54/55 - 1614

- Tanques de batalla principales
  - T-72 - 73
  - M-84 - 443
- Destructores de tanques
  - SU-100 - 40
  - M18 Hellcat - ~ 260
  - M36 Jackson - ~ 300
- APC
  - MT-LB - 40
  - OT M-60 - 551
  - BTR-50 - ~ 200
  - BTR-60 - 80
  - TAB-72 - 40
- IFV
  - BVP M-80 - 995
- Vehículos blindados de reconocimiento
  - BRDM-2-80
  - BOV APC - 317 (estado sucesor)

- D-30 (D-30J, D-30JA1) - 120
- D-74 - ?
- M-46 - 250–300
- D-20 - 20
- M84 "NORA A" - 84

- Obús autopropulsado
  - 2S1 Gvozdika - 100
- Artillería de cohetes
  - M-63 Plamen - ~ 800
  - M-77 Oganj - ~ 120
  - M-87 Orkan - ~ 10
  - FROG-7 - 10

## Rangos
Según la Ley del Ejército del 1 de octubre de 1982, las Fuerzas Terrestres tenían cinco categorías de rangos; oficiales generales, oficiales superiores, oficiales subalternos, suboficiales y soldados.
Los rangos de soldado y suboficial eran privados de primera clase, cabo, sargento menor, sargento, sargento de primera clase, sargento mayor, sargento mayor de primera clase, suboficial y suboficial de primera clase. Los soldados de primera clase, los cabos y los sargentos menores vestían uno, dos y tres galones rojos, respectivamente, sobre un fondo de color verde oliva, gris azulado o negro, correspondientes, respectivamente, a las fuerzas terrestres, la fuerza aérea o la marina.. En las fuerzas terrestres y aéreas, los sargentos, sargentos de primera clase, sargentos superiores y sargentos superiores de primera clase llevaban galones delgados de oro amarillo con una, dos, tres y cuatro estrellas de oro amarillo, respectivamente. Los suboficiales y suboficiales de primera clase llevaban dos galones de oro amarillo con una y dos estrellas doradas, respectivamente.